# Коттедж-Гроув (Теннессі)
Коттедж-Гроув (англ. Cottage Grove) — місто (англ. town) в США, в окрузі Генрі штату Теннессі. Населення — 66 осіб (2020).

## Географія
Коттедж-Гроув розташований за координатами 36°22′43″ пн. ш. 88°28′45″ зх. д. / 36.37861° пн. ш. 88.47917° зх. д. (36.378531, -88.479101).  За даними Бюро перепису населення США в 2010 році місто мало площу 0,50 км², уся площа — суходіл. В 2017 році площа становила 0,44 км², уся площа — суходіл.

## Демографія
Згідно з переписом 2010 року, у місті мешкало 88 осіб у 34 домогосподарствах у складі 20 родин. Густота населення становила 177 осіб/км².  Було 40 помешкань (81/км²).
Расовий склад населення:
| - 100,0 % — білих |

До двох чи більше рас належало 0,0 %. Частка іспаномовних становила 2,3 % від усіх жителів.
За віковим діапазоном населення розподілялося таким чином: 28,4 % — особи молодші 18 років, 60,2 % — особи у віці 18—64 років, 11,4 % — особи у віці 65 років та старші. Медіана віку мешканця становила 40,0 року. На 100 осіб жіночої статі у місті припадало 125,6 чоловіків;  на 100 жінок у віці від 18 років та старших — 125,0 чоловіків також старших 18 років.
Середній дохід на одне домашнє господарство  становив 39 382 долари США (медіана — 38 500), а середній дохід на одну сім'ю — 34 965 доларів (медіана — 36 250). За межею бідності перебувало 28,1 % осіб, у тому числі 33,3 % дітей у віці до 18 років та 0,0 % осіб у віці 65 років та старших.
Цивільне працевлаштоване населення становило 33 особи. Основні галузі зайнятості: транспорт — 21,2 %, виробництво — 21,2 %, освіта, охорона здоров'я та соціальна допомога — 18,2 %, будівництво — 18,2 %.